# Jiří Bavorský
Jiří Bavorský, německy Georg Franz Josef Luitpold Maria von Bayern (2. dubna 1880 Mnichov – 31. května 1943 Řím) byl člen bavorského královského rodu Wittelsbachů, plukovník bavorské armády a katolický kněz.

## Životopis

### Vojenská dráha
Jiří Bavorský se narodil v Mnichově v Bavorsku jako starší syn prince Leopolda Bavorského a jeho manželky arcivévodkyně Gisely Habsbursko-Lotrinské. Dle The New York Times byl nejoblíbenějším vnukem jak rakouského císaře Františka Josefa, tak i bavorského regenta Luitpolda.
Vstoupil do bavorské armády jako poručík (německy: Leutnant) den před svými 17. narozeninami, 1. dubna 1897 a byl přidělen k elítnimu Infanterie-Leib-Regimentu v Mnichově. Dne 8. února 1903 byl povýšen do hodnosti nadporučíka (německy: Oberleutnant) a poté převelen k těžkému jezdeckemu pluku „Princ Charles Bavorský“. O dva roky později, 27. října 1905, byl povýšen na rytmistra (německy: Rittmeister) a 26. října 1906 na majora. Od 17. srpna 1908 byl také rytmistrem a později majorem v jedenáctém, takzvaném „Moravském“ pluku rakousko-uherských dragounů.
Během první světové války bojoval jak na západní frontě (včetně první bitvy u Arrasu a první bitvy u Ypru), tak na východní frontě. Válku zahájil jako velitel bavorských mechanizovaných jednotek a nakonec sloužil pod generálem Erichem von Falkenhaynem v Palestině. Byl vyznamenán Železným křížem I. i II. třídy a 14. prosince 1917 dosáhl hodnosti plukovníka (německy: Oberst).

### Manželství
V prosinci 1911 se Jiří Bavorský zasnoubil s arcivévodkyní Isabelou Rakousko–Těšínskou. Svatba se konala 10. února 1912 v zámku Schönbrunn ve Vídni.
Pár prožíval líbánky ve Walesu, Paříži a Alžírsku, ale rozešel se před jejich koncem. Došlo k několika neúspěšným pokusům o smíření. Dne 17. ledna 1913 bylo manželství rozloučeno bavorským nejvyšším soudem; dne 5. března 1913 sňatek anuloval Svatý stolec z důvodu nenaplnění.

### Církevní dráha
V roce 1919 Jiří odešel z armády a začal studovat teologii v rakouském Innsbrucku. Na katolického kněze byl vysvěcen 19. března 1921 a krátce nato získal doktorát z kanonického práva na Katolické teologické fakultě Univerzity v Innsbrucku. V náboženských studiích pokračoval v Římě a v roce 1925 absolvoval Papežskou církevní akademii.
Dne 18. listopadu 1926 jmenoval papež Pius XI. prince Jiřího prelátem s titulem Monsignor. Ve 30. letech 20. století byl Jiří jmenován kanovníkem v Bazilice svatého Petra v Římě a 12. listopadu 1941 jej papež Pius XII. jmenoval apoštolským protonotářem de numero Participium (což je jedna z nejvyšších hodností Monsignora).
Dne 31. května 1943 Jiří zemřel ve Vile San Francesco v Římě. Je pohřben na Campo Santo Teutonico, německém hřbitově ve Vatikánu. Ve své závěti nechal peníze na zaplacení nových bronzových dveří pro baziliku sv. Petra; mezi ně patří „Dveře mrtvých“ od Giacoma Manzù a „Dveře svátostí“ od Venanza Crocettiho.

## Vyznamenání
- Rytíř řádu sv. Huberta, 1898
- Velkopřevor domácího rytířského řádu sv. Jiří, 1902
- Rytíř řádu zlatého rouna, 1900
- Rytíř královského uherského řádu sv. Štěpána, Velkokříž, 1912
- Rytíř řádu černé orlice, 1910
- Železný kříž II. třídy, 1914
- Železný kříž I. třídy, 1915
- Rytíř vévodského sasko-ernestinského domácího řádu, Velkokříž, 1907
- Rytíř řádu svatého Josefa, Velkokříž, 1901
- Rytíř řádu rumunské hvězdy, Velkokříž, 1902
- Rytíř řádu svatého Alexandra, Velkokříž, 1908
- Čestný rytíř královského řádu Viktorie, Velkokříž, 1908
- Rytíř konstantinova řádu sv. Jiří, Velkokříž
- Rytíř Monteského řádu, 1907
- Rytíř řádu věže a meče, Velkokříž, 1906
- Rytíř řádu Mahá Čakrí, Velkokříž, 1906
- Řád chryzantémy, Velkostuha, 1905

## Vývod z předků
|               |                                      |  |                       |                                              |  |  |  |  |  |  |  | Maxmilián I. Josef Bavorský |
|               |                                      |  |                       |                                              |  |  |  |  |  |  |  |                             |
|               | Ludvík I. Bavorský                   |  |                       |                                              |  |  |  |  |  |  |  |                             |
|               |                                      |  |                       |                                              |  |  |  |  |  |  |  |                             |
|               |                                      |  |                       | Augusta Vilemína Marie Hesensko-Darmstadtská |  |  |  |  |  |  |  |                             |
|               |                                      |  |                       |                                              |  |  |  |  |  |  |  |                             |
|               | Luitpold Bavorský                    |  |                       |                                              |  |  |  |  |  |  |  |                             |
|               |                                      |  |                       |                                              |  |  |  |  |  |  |  |                             |
|               |                                      |  |                       | Fridrich Sasko-Altenburský                   |  |  |  |  |  |  |  |                             |
|               |                                      |  |                       |                                              |  |  |  |  |  |  |  |                             |
|               | Tereza Sasko-Hildburghausenská       |  |                       |                                              |  |  |  |  |  |  |  |                             |
|               |                                      |  |                       |                                              |  |  |  |  |  |  |  |                             |
|               |                                      |  |                       | Šarlota Georgina Meklenbursko-Střelická      |  |  |  |  |  |  |  |                             |
|               |                                      |  |                       |                                              |  |  |  |  |  |  |  |                             |
|               | Leopold Bavorský                     |  |                       |                                              |  |  |  |  |  |  |  |                             |
|               |                                      |  |                       |                                              |  |  |  |  |  |  |  |                             |
|               |                                      |  |                       | Ferdinand III. Toskánský                     |  |  |  |  |  |  |  |                             |
|               |                                      |  |                       |                                              |  |  |  |  |  |  |  |                             |
|               | Leopold II. Toskánský                |  |                       |                                              |  |  |  |  |  |  |  |                             |
|               |                                      |  |                       |                                              |  |  |  |  |  |  |  |                             |
|               |                                      |  |                       | Luisa Marie Amélie Tereza Neapolsko-Sicilská |  |  |  |  |  |  |  |                             |
|               |                                      |  |                       |                                              |  |  |  |  |  |  |  |                             |
|               | Augusta Ferdinanda Toskánská         |  |                       |                                              |  |  |  |  |  |  |  |                             |
|               |                                      |  |                       |                                              |  |  |  |  |  |  |  |                             |
|               |                                      |  |                       | Maxmilián Saský                              |  |  |  |  |  |  |  |                             |
|               |                                      |  |                       |                                              |  |  |  |  |  |  |  |                             |
|               | Marie Anna Saská                     |  |                       |                                              |  |  |  |  |  |  |  |                             |
|               |                                      |  |                       |                                              |  |  |  |  |  |  |  |                             |
|               |                                      |  |                       | Karolína Marie Tereza Parmská                |  |  |  |  |  |  |  |                             |
|               |                                      |  |                       |                                              |  |  |  |  |  |  |  |                             |
| Jiří Bavorský |                                      |  |                       |                                              |  |  |  |  |  |  |  |                             |
|               |                                      |  |                       |                                              |  |  |  |  |  |  |  |                             |
|               |                                      |  | František I. Rakouský |                                              |  |  |  |  |  |  |  |                             |
|               |                                      |  |                       |                                              |  |  |  |  |  |  |  |                             |
|               | František Karel Habsbursko-Lotrinský |  |                       |                                              |  |  |  |  |  |  |  |                             |
|               |                                      |  |                       |                                              |  |  |  |  |  |  |  |                             |
|               |                                      |  |                       | Marie Tereza Neapolsko-Sicilská              |  |  |  |  |  |  |  |                             |
|               |                                      |  |                       |                                              |  |  |  |  |  |  |  |                             |
|               | František Josef I.                   |  |                       |                                              |  |  |  |  |  |  |  |                             |
|               |                                      |  |                       |                                              |  |  |  |  |  |  |  |                             |
|               |                                      |  |                       | Maxmilián I. Josef Bavorský                  |  |  |  |  |  |  |  |                             |
|               |                                      |  |                       |                                              |  |  |  |  |  |  |  |                             |
|               | Žofie Frederika Bavorská             |  |                       |                                              |  |  |  |  |  |  |  |                             |
|               |                                      |  |                       |                                              |  |  |  |  |  |  |  |                             |
|               |                                      |  |                       | Karolína Frederika Vilemína Bádenská         |  |  |  |  |  |  |  |                             |
|               |                                      |  |                       |                                              |  |  |  |  |  |  |  |                             |
|               | Gisela Habsbursko-Lotrinská          |  |                       |                                              |  |  |  |  |  |  |  |                             |
|               |                                      |  |                       |                                              |  |  |  |  |  |  |  |                             |
|               |                                      |  |                       | Pius Augustus Bavorský                       |  |  |  |  |  |  |  |                             |
|               |                                      |  |                       |                                              |  |  |  |  |  |  |  |                             |
|               | Maxmilián Josef Bavorský             |  |                       |                                              |  |  |  |  |  |  |  |                             |
|               |                                      |  |                       |                                              |  |  |  |  |  |  |  |                             |
|               |                                      |  |                       | Amálie Luisa Arenberková                     |  |  |  |  |  |  |  |                             |
|               |                                      |  |                       |                                              |  |  |  |  |  |  |  |                             |
|               | Alžběta Bavorská                     |  |                       |                                              |  |  |  |  |  |  |  |                             |
|               |                                      |  |                       |                                              |  |  |  |  |  |  |  |                             |
|               |                                      |  |                       | Maxmilián I. Josef Bavorský                  |  |  |  |  |  |  |  |                             |
|               |                                      |  |                       |                                              |  |  |  |  |  |  |  |                             |
|               | Ludovika Bavorská                    |  |                       |                                              |  |  |  |  |  |  |  |                             |
|               |                                      |  |                       |                                              |  |  |  |  |  |  |  |                             |
|               |                                      |  |                       | Karolína Frederika Vilemína Bádenská         |  |  |  |  |  |  |  |                             |
|               |                                      |  |                       |                                              |  |  |  |  |  |  |  |                             |